# Calmira
Calmira – zamienna powłoka dla środowiska Microsoft Windows 3.1x, zastępująca oryginalnego Menedżera programów i zwiększająca walory użytkowe interfejsu – podstawowym zamiarem było stworzenie środowiska pracy takiego jak w Windows 95: program posiadał w pełni funkcjonalny pasek zadań z przyciskiem „Start”, okna folderów, pulpit pozwalający na umieszczanie skrótów, menu kontekstowe pulpitu oraz menedżera logowania z możliwością dodawania wielu użytkowników.
Program został napisany i był wydawany w latach 1996–1998 przez mieszkającego w Anglii Li-Hsin Huanga, który udostępnił go wraz z kodem źródłowym na licencji GNU. Li-Hsin Huang tworzył program do wersji 2.2; ze względu na obowiązki zawodowe przekazał go społeczności – rolę koordynatora projektu i głównego programisty przejął Erwin Dokter. Oficjalnie nastąpiło to 21 listopada 1998 r.
W związku z zastrzeżeniem Li-Hsin Huanga nastąpiła zmiana nazwy aplikacji na Calmira II, a z powodu tej zmiany zdecydowano w głosowaniu, że pierwsza wersja wydana przez społeczność otrzyma numer 3.
Powstały także wersje tworzone przez różnych programistów, które posiadały cechy zbliżające wygląd interfejsu środowiska do innych wersji systemu Windows, przede wszystkim Windows XP. Zaimplementowano w nich m.in. pełną współpracę z myszami dwuprzyciskowymi, obsługę długich nazw plików (LFN) itp.
Polskie wydania Calmiry i Calmiry II:
- Calmira 2.11 (1 maja 1998).
- Calmira 2.12 (1 czerwca 1998).
- Calmira 2.2 (14 września 1998).
- Calmira II 3.0 (10 stycznia 1999).
- Calmira II 3.02 (18 lutego 2000).
- Calmira II 3.3 (maj 2002).

Autorami (tłumaczami i wydawcami) większości polskich wersji Calmiry byli Michał Rudolf i Marcin Szafran.
Wersja 3.3 została wydana przez innego autora (Ryszard Tykwiński). Dalsze wersje polskie prawdopodobnie już nie powstawały.
Program został napisany w 16-bitowym środowisku Borland Delphi 1.0.